# Stefan Schorn
Stefan Schorn (* 9. Juli 1971 in Staffelstein) ist ein deutscher Altphilologe.
Schorn besuchte das Erzbischöfliche Knabenseminar Ottonianum in Bamberg und legte dort 1991 am Franz-Ludwig-Gymnasium das Abitur ab. Er studierte anschließend Klassische Philologie und Alte Geschichte an den Universitäten Bamberg und La Sapienza in Rom. Im Jahr 2002 promovierte er in Bamberg bei Klaus Döring mit einer Edition der Fragmente des Peripatetikers und Biographen Satyros von Kallatis. Anschließend arbeitete er mehrere Jahre als Assistent an den Instituten für Klassische Philologie der Universitäten Bamberg und Würzburg. Im Jahr 2007 erhielt er ein Feodor-Lynen-Forschungsstipendium der Alexander-von-Humboldt-Stiftung und verbrachte ein Jahr als Research Scholar an der Rutgers University in New Brunswick (New Jersey). Seit dem 1. Januar 2009 ist er Professor für Alte Geschichte an der Katholieke Universiteit Leuven und zugleich Vorstand des dortigen Instituts für Klassische Philologie.
Die Forschungsinteressen von Stefan Schorn liegen im Bereich der griechischen Geschichtsschreibung und Biographie, der griechischen Staatstheorie und Religion. Er ist beteiligt am internationalen Forschungsprojekt Fragmente der griechischen Historiker und in dessen Rahmen Herausgeber des Part IV: Biography and Antiquarian Literature.

## Veröffentlichungen (Auswahl)
- Satyros aus Kallatis: Sammlung der Fragmente mit Kommentar. Schwabe, Basel 2004.
- mit Klaus Döring, Michael Erler (Hrsg.): Pseudoplatonica: Akten des Kongresses zu den Pseudoplatonica vom 6.-9. Juli 2003 in Bamberg. Steiner, Stuttgart 2005.
- mit Michael Erler (Hrsg.): Die griechische Biographie in hellenistischer Zeit: Akten des internationalen Kongresses vom 26.-29. Juli 2006 in Würzburg. De Gruyter, Berlin 2007.
- Studien zur hellenistischen Biographie und Historiographie (=  Beiträge zur Altertumskunde. Band 345). De Gruyter, Berlin 2018, ISBN 978-3-11-044755-2.